# 13404 Norris
13404 Norris è un asteroide della fascia principale. Scoperto nel 1999, presenta un'orbita caratterizzata da un semiasse maggiore pari a 2,2931455 UA e da un'eccentricità di 0,1045302, inclinata di 3,53023° rispetto all'eclittica.